# 杏叶梨
杏叶梨（学名：Pyrus armeniacifolia），为蔷薇科梨属下的一个种。

## 扩展阅读
維基物種上的相關：杏叶梨